# Patricia Tarabini
Patricia Tarabini (La Plata, 6 de agosto de 1968) é uma ex-tenista profissional argentina.

## Grand Slam finais

### Duplas Mistas 1 (1–0)
| Posição | N. | Data         | Torneio                         | Piso   | Parceiro     | Oponentes                 | Placar   |
| Campeã  | 1. | 9 Junho 1996 | Aberto da França, Paris, França | Saibro | Javier Frana | Luke Jensen Nicole Arendt | 6–2, 6–2 |

### Olimpíadas

#### Duplas: 1 (1 bronze)
| Posição | Ano  | Campeonato | Piso | Parceira     | Oponentes                  | Placar   |
| ------- | ---- | ---------- | ---- | ------------ | -------------------------- | -------- |
| Bronze  | 2004 | Atenas     | Duro | Paola Suárez | Shinobu Asagoe Ai Sugiyama | 6–3, 6–3 |